# Die Young (canção de Kesha)
"Die Young" é uma canção da artista musical estadunidense Kesha contida em seu segundo álbum de estúdio Warrior (2012). Foi composta e produzida por Dr. Luke, Cirkut e Benny Blanco com auxílio na escrita pela própria cantora e o vocalista da banda Fun., Nate Ruess. A faixa foi lançada como primeiro single do disco em 26 de setembro de 2012.
Em dezembro de 2012, a música foi removida de algumas estações de rádio após o Tiroteio na escola primária de Sandy Hook.

## Faixas e formatos
| Download digital |             |         |  |
| N.º              | Título      | Duração |  |
| 1.               | "Die Young" | 3:33    |  |

| CD Single da Alemanha, Aústria e Suíça e Download digital do Reino Unido |                            |         |  |
| N.º                                                                      | Título                     | Duração |  |
| 1.                                                                       | "Die Young"                | 3:33    |  |
| 2.                                                                       | "Die Young" (Instrumental) | 3:33    |  |

| Download digital de remix |                                                  |         |  |
| N.º                       | Título                                           | Duração |  |
| 1.                        | "Die Young" (com Juicy J, Wiz Khalifa e Becky G) | 4:02    |  |

| Download digital |                                 |         |  |
| N.º              | Título                          | Duração |  |
| 1.               | "Die Young" (Deconstructed Mix) | 3:21    |  |

## Desempenho nas tabelas musicais
| Tabela musical (2012)                                         | Melhor posição |
| ------------------------------------------------------------- | -------------- |
| África do Sul (Mediaguide                                     | 4              |
| Alemanha (Media Control Charts)                               | 20             |
| Austrália (ARIA Charts)                                       | 3              |
| Áustria (Ö3 Austria Top 40)                                   | 9              |
| Bélgica (Ultratop 50 de Flandres)                             | 22             |
| Bélgica (Ultratop 40 da Valônia)                              | 21             |
| Canadá (Canadian Hot 100)                                     | 4              |
| Dinamarca (Tracklisten)                                       | 8              |
| Escócia (The Official Charts Company)                         | 3              |
| Eslováquia (IFPI Slovenská Republika)                         | 28             |
| Espanha (Productores de Música de España)                     | 36             |
| Estados Unidos (Billboard Hot 100)                            | 2              |
| Estados Unidos (Hot Dance Club Songs)                         | 8              |
| Estados Unidos (Hot Digital Songs)                            | 3              |
| Estados Unidos (Pop Songs)                                    | 1              |
| Estados Unidos (Adult Pop Songs)                              | 14             |
| Finlândia (IFPI Finlândia)                                    | 19             |
| França (Syndicat National de l'Édition Phonographique)        | 12             |
| Irlanda (Irish Recorded Music Association)                    | 14             |
| Japão (Japan Hot 100)                                         | 38             |
| Noruega (VG-lista)                                            | 8              |
| Nova Zelândia (Recording Industry Association of New Zealand) | 9              |
| Países Baixos (MegaCharts)                                    | 56             |
| Reino Unido (UK Singles Chart)                                | 7              |
| Chéquia (IFPI Česká Republika)                                | 26             |
| Suécia (Sverigetopplistan)                                    | 14             |
| Suíça (Schweizer Hitparade)                                   | 23             |

| Tabela musical (2012)                                  | Posição |
| ------------------------------------------------------ | ------- |
| Austrália (ARIA Charts)                                | 43      |
| Canadá (Canadian Hot 100)                              | 93      |
| Estados Unidos (Billboard Hot 100)                     | 85      |
| Estados Unidos (Hot Digital Songs)                     | 75      |
| França (Syndicat National de l'Édition Phonographique) | 162     |
| Tabela musical (2013)                                  | Posição |
| Canadá (Canadian Hot 100)                              | 55      |
| Estados Unidos (Billboard Hot 100)                     | 85      |
| Estados Unidos (Pop Songs)                             | 38      |

| País                       | Certificação |
| -------------------------- | ------------ |
| Austrália (ARIA)           | 3× Platina   |
| Canadá (Music Canada)      | Platina      |
| Dinamarca (IFPI Dinamarca) | Platina      |
| Estados Unidos (RIAA)      | 2× Platina   |
| Itália (FIMI)              | Platina      |
| Nova Zelândia (RIANZ)      | Platina      |
| Reino Unido (BPI)          | Prata        |

## Créditos
Lista-se abaixo os profissionais envolvidos na elaboração de "Die Young", de acordo com o encarte do álbum Warrior:
| - Kesha: vocal principal, composição e vocais de apoio - Dr. Luke: composição, produção, instrumentos, programação e vocais de apoio - Benny Blanco: composição, produção, instrumentos e programação - Nate Ruess: composição - Cirkut: composição, produção, instrumentos, programação e vocais de apoio - Monica Cornia: vocais de apoio - Ava James: vocais de apoio | - Katie Mitzell: vocais de apoio, coordenação de produção - Clint Gibbs: engenharia - Rachel Findlen: assistente de engenharia - Irene Richter: coordenação de produção - Andrew "McMuffin" Luftman: coordenação de produção - Scott "Yarmov" Yarmovsky: coordenação de produção |

## Histórico de lançamento
| País           | Data                   | Formato          | Gravadora     |
| -------------- | ---------------------- | ---------------- | ------------- |
| Austrália      | 26 de setembro de 2012 | Download digital | RCA           |
| Nova Zelândia  | 26 de setembro de 2012 | Download digital | RCA           |
| Suíça          | 26 de setembro de 2012 | Download digital | RCA           |
| Portugal       | 26 de setembro de 2012 | Download digital | RCA           |
| Reino Unido    | 25 de novembro de 2012 | Download digital | Kemosabe      |
| Estados Unidos | 2 de outubro de 2012   | Rádio mainstream | RCA, Kemosabe |